# Beata Tarnowska
Beata Aleksandra Tarnowska (ur. 17 grudnia 1964 w Olsztynie) – polska literaturoznawczyni, profesor nauk humanistycznych, tłumaczka.

## Życiorys
W 1988 ukończyła studia w Wyższej Szkole Pedagogicznej w Olsztynie, następnie podjęła pracę w macierzystej uczelni. W 1994 obroniła na Uniwersytecie Mikołaja Kopernika w Toruniu pracę doktorską Geografia poetycka w powojennej twórczości Czesława Miłosza napisaną pod kierunkiem Andrzeja Staniszewskiego. Od 1999 pracuje w powstałym w tym roku Uniwersytecie Warmińsko-Mazurskim w Olsztynie, kolejno w Instytucie Filologii Polskiej, Instytucie Polonistyki i Logopedii i utworzonym w 2020 Instytucie Literaturoznawstwa. W 2005 Uniwersytet Śląski w Katowicach przyznał jej stopień doktora habilitowanego na podstawie pracy Między światami. Problematyka bilingwizmu w literaturze. Dwujęzyczna twórczość poetów grupy "Kontynenty". W 2020 otrzymała tytuł profesora nauk humanistycznych.
Tłumaczyła na polski wiersze Amira Ora i Agi Miszol.
Jest laureatką Nagrody Fundacji Władysława i Nelli Turzańskich za 2006 rok.